# Erateina comata
Erateina comata là một loài bướm đêm trong họ Geometridae.